# Chromis flavomaculata
Chromis flavomaculata trước đây là một loài cá biển hợp lệ của chi Chromis trong họ Cá thia, tuy nhiên đã được xem là một danh pháp đồng nghĩa của Chromis notata đựa vào kết quả phân tích hình thái.
Hai quần thể được cho là C. flavomaculata ở Tây Thái Bình Dương đã được công nhận là hai loài riêng biệt: Chromis kennensis (trước đây là đồng nghĩa của C. flavomaculata, phân bố ở phía nam) và Chromis yamakawai (phân bố ở phía bắc).